# كينوكو ناسو
كينوكو ناسو (باليابانية: 奈須 きのこ "ناسو كينوكو") هو مؤلف وروائي ياباني ولد في يوم 28 نوفمبر 1973 في مدينة تشيبا في اليابان، أبرز الأعمال التي ألفها هي الرواية الخفيفة كارا نو كيوكاي (بالروماجي: Kara no Kyoukai) في سنة 1998 والرواية المرئية تسوكيهيمي (بالروماجي: Tsukihime) في سنة 2000 والرواية المرئية فيت/ستاي نايت في سنة 2004 ولعبة الفيديو فيت/إكسترا في عام 2010.
تخرج من جامعة هوساي متخصصًا في العلوم الإنسانية. وقد اقتبست أغلب أعماله إلى مسلسلات وأفلام أنمي.